# Hydropsyche dorata
Hydropsyche dorata là một loài Trichoptera trong họ Hydropsychidae. Chúng phân bố ở miền Tân bắc.